# Concepción Buenavista (kommun)
Concepción Buenavista är en kommun i Mexiko.   Den ligger i delstaten Oaxaca, i den sydöstra delen av landet, 240 km sydost om huvudstaden Mexico City.
Följande samhällen finns i Concepción Buenavista:
- Concepción Buenavista
- San Miguel Astatla